# Melissa Tancredi
Melissa Palma Julie Tancredi (* 27. Dezember 1981 in Hamilton, Ontario) ist eine ehemalige kanadische Fußballspielerin. Tancredi ist Tochter eines Italieners und einer Kanadierin.

## Karriere
Ihr erstes A-Länderspiel absolvierte sie am 26. Februar 2004 beim 6:0 gegen Jamaika. Mit der kanadischen Fußballnationalmannschaft, bei der sie bisher (Mai 2011) 60 Einsätze verzeichnete, schied sie bei der Fußball-Weltmeisterschaft 2007 als Dritte der Vorrunde aus. Dabei gelang ihr ein Treffer im Spiel gegen Australien. 
Bei den Olympischen Sommerspielen 2008 erreichte sie mit ihrer Mannschaft das Viertelfinale. Dort unterlagen sie in der Verlängerung dem späteren Turniersieger Vereinigte Staaten mit 1:2. Größter Erfolg war der Gewinn des CONCACAF Women’s Gold Cup 2010. 
Sie wurde in den kanadischen Kader für die WM berufen und im Eröffnungsspiel gegen Deutschland eingesetzt. Auch in den beiden weiteren Gruppenspielen kam sie zum Einsatz, schied aber mit Kanada nach drei Niederlagen in der Vorrunde aus.
Für die Olympischen Spiele 2012 wurde sie ebenfalls nominiert. Sie wurde in allen sechs Spielen aufgestellt und erzielte vier Tore.
Am 30. Mai 2015 bestritt sie im letzten Vorbereitungsspiel für die WM 2015 im eigenen Land gegen England ihr 100. Länderspiel.
Bei der WM kam sie in allen fünf Spielen zum Einsatz, schied aber mit ihrer Mannschaft im Viertelfinale aus und blieb ohne Torerfolg. Im Dezember 2015 nahm sie dann mit der A-Nationalmannschaft am Viernationenturnier in Brasilien teil, bei dem Kanada den zweiten Platz belegte. 
Sie gehörte auch zum Kader für das Qualifikationsturnier für die Olympischen Sommerspiele 2016, bei dem sich Kanada für die Olympischen Spiele qualifizierte. Sie lief viermal auf und erzielte dabei drei Tore.
Sie gehörte dann als älteste Spielerin zum kanadischen Aufgebot für die Olympischen Spiele und kam in fünf Spielen zum Einsatz. Beim 2:1 im Vorrundenspiel gegen Deutschland war sie Kapitänin der Mannschaft und erzielte beide Tore. Dadurch konnte Kanada erstmals gegen Deutschland gewinnen. Zwar wurde dann im Halbfinale gegen die deutsche Mannschaft verloren, die dann auch Olympiasieger wurde, im Spiel um die Bronzemedaille, bei dem sie ebenfalls mitwirkte, konnte aber Gastgeber Brasilien mit 2:1 besiegt werden, so dass Kanada wie 2012 die Bronzemedaille gewann. 
Im Februar 2017 gab sie ihr Karriereende bekannt.
Sie ist eine Cousine des Fußballspielers Gian-Pietro Orelli, der für die zweite Mannschaft von Eintracht Frankfurt ein Spiel in der Oberliga bestritt. Ihr Vater Peter sitzt der Gemeinnützigen Organisation Central Italy Earthquake Relief Hamilton vor.

## Erfolge
- Olympische Spiele 2012 und 2016: Bronzemedaille
- Algarve-Cup-Siegerin 2016